# Miss USA 1952
Hoa hậu Hoa kỳ - Miss USA  1952 là cuộc thi khai mạc Hoa hậu Hoa Kỳ, được tổ chức vào ngày 27 tháng 6 năm 1952 tại Long Beach Municipal Auditorium, Long Beach, California. 42 tiểu bang đã tham dự cuộc thi Hoa hậu Hoa Kỳ đầu tiên. Người chiến thắng là Jackie Loughery của New York. Loughery đại diện cho Hoa Kỳ tại Hoa hậu Hoàn vũ 1952 vào ngày hôm sau, cô đã lọt vào Top 10. Cô trở thành diễn viên và xuất hiện trong một số bộ phim và chương trình truyền hình.

## Kết quả

### Thứ hạng
| Hạng                | Thí sinh |
| ------------------- | --- |
| Hoa hậu Hoa kỳ 1952 | - New York – Jackie Loughery |
| Á hậu 1             | - Louisiana – Jeanne Thompson |
| Á hậu 2             | - Missouri – Carolyn Carlew |
| Á hậu 3             | - Tennessee – Jean Harper |
| Á hậu 4             | - Oklahoma – Trula Birchfield |
| Top 10              | - Indiana – Virginia Johnson - Michigan – Judy Hatula - Minnesota – Jodell Stirmlinger - Montana – Valerie Jackson - New Jersey – Ruth Hampton |

## Giải phụ
| Giải              | Thí sinh                    |
| ----------------- | --------------------------- |
| Miss Congeniality | - Montana – Valerie Jackson |

## Thí sinh
- Alabama - Doris Edwards
- Arkansas - Barbara Wathen
- Arizona - Charlene Hendricks
- California - Gloria Maxwell
- Colorado - Joan Linn
- Connecticut - Jo Kuhlman
- Delaware - Sue Langton
- Florida - Yvonne Peairs
- Georgia - Betty Jane Wood
- Idaho - Cherie Jean Lindsey
- Illinois - Sherri Matulis
- Indiana - Virginia Ann Johnson
- Kansas - Bette Lou Renick
- Kentucky - Jean Vawter Tingle
- Louisiana - Jeanne Vaughn Thompson
- Maine - Jean Marie Lemire
- Massachusetts - Vel Dorne
- Michigan - Judy Hatula
- Minnesota -  Jodell Stirmlinger
- Mississippi - Carolyn Thomas
- Missouri - Carolyn Carlew
- Montana - Valerie Jackson
- Nevada - Barbara Jean Clark
- New Mexico - Kay Nail
- New Jersey - Ruth June Hampton
- New York - Jackie Loughery
- North Carolina - Doris Stanley
- North Dakota - Gloria Jo Rowe
- Ohio - Margie Broering
- Oklahoma - TrulaBirchfield
- Oregon-
- Pennsylvania - Jeanne Ferguson
- Rhode Island - Ana Dolores Selinder
- South Carolina - Margie Allen
- South Dakota - Marlene M. Rieb
- Tennessee - Jean Harper
- Texas - Charlene McClary
- Utah - Carol Jean Isbell
- Vermont - Elizabeth Whitcomb
- Virginia - Elizabeth Glenn
- Washington - Adele Slaybaugh
- Wisconsin - Jeannie Eleanor Huston